# Gåxsjö distrikt
Gåxsjö distrikt är ett distrikt i Strömsunds kommun och Jämtlands län. Distriktet ligger omkring Gåxsjö i norra Jämtland.

## Tidigare administrativ tillhörighet
Distriktet inrättades 2016 och utgörs av socknen Gåxsjö i Strömsunds kommun.
Området motsvarar den omfattning Gåxsjö församling hade 1999/2000.

## Tätorter och småorter
I Gåxsjö distrikt finns inga tätorter eller småorter.